# Dwojak (Tatry)

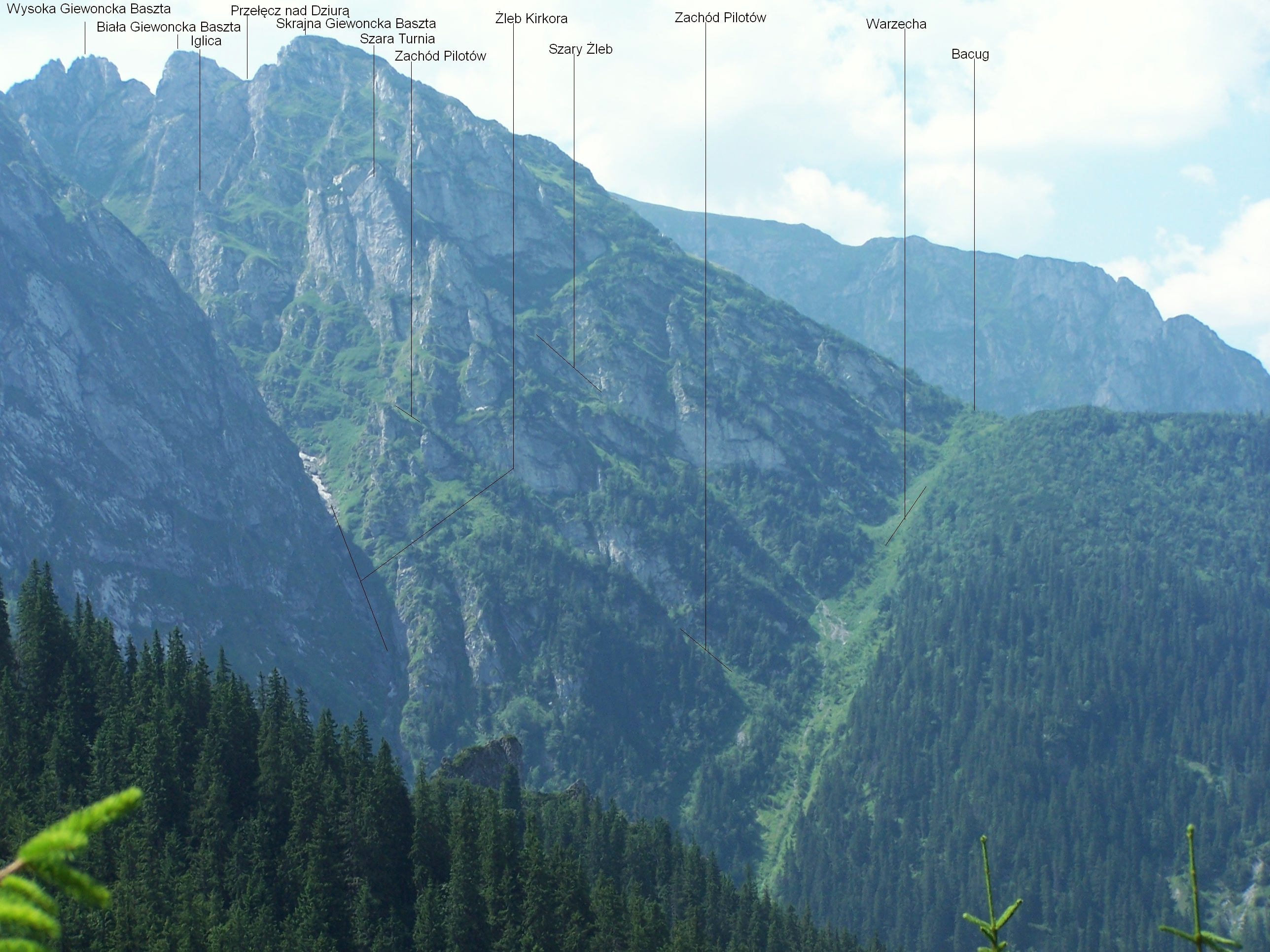
Widok na Mały Giewont z północno-wschodniej strony

Dwojak – żleb w północno-wschodnich stokach Małego Giewontu w Tatrach Zachodnich. Opada spod Przełęczy nad Dziurą do Żlebu Kirkora. Nazwa żlebu pochodzi od tego, że jego górna część jest rozdwojona na dwa żlebki obejmujące skalisto-trawiastą grzędę wrastającą w północno-wschodnią ścianę około 30 m poniżej podwójnego siodła Przełęczy nad Dziurą. Powyżej prawego (patrząc od dołu) żlebku w ścianie przełęczy znajduje się bardzo duża nyża, która z daleka wyglądem przypomina jaskinię i od nyży tej pochodzi nazwa Przełęczy nad Dziurą. W dolnej części żlebki łączą się z sobą kilkadziesiąt metrów powyżej Żlebu Kirkora i opadają do niego jednym, wysokim progiem. Następuje to około 30 m powyżej jego ostatniego, najwyżej położonego progu. Boczne obramowanie żlebu Dwojak tworzą dwa żebra; jedno opada na wschód z Białej Giewonckiej Baszty, drugie również na wschód ze Skrajnej Giewonckiej Baszty (znajduje się w nim turnia Iglica). Prawym żlebkiem Dwojaka prowadzi jedna z dróg wspinaczkowych na Przełęcz nad Dziurą. Przejście tym żlebkiem ma II stopień trudności w skali trudności UIAA, ale wejście do niego ze żlebu Kirkora wschodnią ścianą Iglicy ma IV stopień.
Pierwsze przejście prawym żlebkiem Dwojaka: Władysław Cywiński i Robert Janik 5 czerwca 1992 r., przejście dolnym progiem, którym opada Dwojak do Żlebu Kirkora – Jacek Bilski i Władysław Cywiński 21 kwietnia 1984 r.